# Just Squaw
Just Squaw er en amerikansk stumfilm fra 1919 af George E. Middleton.

## Medvirkende
- Beatriz Michelena som Fawn
- William Pike
- Andrew Robson som Snake Le Gal
- Albert Morrison
- D. Mitsoras som Romney